# هرگاتس
هرگاتس (به آلمانی: Hergatz) یک شهر در آلمان است که در Lindau واقع شده‌است. هرگاتس ۲٬۲۶۴ نفر جمعیت دارد.